# آرژیه‌سون
آرژیه‌سون (به فرانسوی: Argiésans) یک کمون در فرانسه است که در او-رن واقع شده‌است. آرژیه‌سون ۲٫۷۳ کیلومتر مربع مساحت دارد.